# La Bruguière
La Bruguière è un comune francese di 297 abitanti situato nel dipartimento del Gard, nella regione dell'Occitania.

## Società

### Evoluzione demografica
Abitanti censiti